# Lutz Clausnitzer
Lutz Clausnitzer (* 16. März 1949 in Taubenheim; † 7. Juli 2021 in Obercunnersdorf) war ein deutscher Astronomielehrer und Astronomiehistoriker.

## Leben
Bis zum 16. Lebensjahr lebte Clausnitzer mit seinen Eltern auf einem Bauernhof in Taubenheim bei Meißen und wollte zunächst Kfz-Mechaniker (heute Teil des Kfz-Mechatroniker) werden. Von einem Lehrer angeregt studierte er aber von 1965 bis 1970 Mathematik und Physik an der Pädagogischen Hochschule Dresden. Danach war er bis 2010 Lehrer für Astronomie, Physik und Mathematik, ab 1989 am Gymnasium in Löbau. Er schrieb von 1987 bis 2007 eine Astronomie-Kolumne in der Sächsischen Zeitung und veröffentlichte zahlreiche Artikel, beispielsweise in der Zeitschrift Sterne und Weltraum oder Abenteuer Astronomie.
Nachdem in Sachsen 2007 der Astronomieunterricht als eigenständiges Schulfach abgeschafft wurde, gründete Clausnitzer die Initiative „ProAstro-Sachsen“, zunächst gemeinsam mit Heribert Heller von der Sternwarte Sohland, welche für ihre Kompetenz in der Archäoastronomie bekannt ist. Sie machten überregional erfolgreich auf die universelle – und nicht nur physikalische – Bedeutung der Astronomie aufmerksam. Seit 2008 arbeitete Clausnitzer am Projekt „Wissenschaft in die Schulen!“ mit.
Über den Kometenentdecker Ernst Wilhelm Leberecht Tempel, der im Nachbarort Niedercunnersdorf geboren wurde, verfasste Clausnitzer eine Biografie und mehrere Artikel, die im Zusammenhang mit der Mission Deep Impact von 2005 zum Kometen 9P/Tempel 1 zu einer Einladung der NASA führten.

## Veröffentlichungen
- Wilhelm Tempel und seine kosmischen Entdeckungen. (Vorträge und Schriften / Archenhold-Sternwarte Berlin-Treptow; 70), Berlin 1989, ISBN 978-3-86021-010-9.
- Rätsel im Physikunterricht für die alternative Physikstunde. (gemeinsam mit Hannelore Rössel, hrsg. von Dietrich Pohlmann), 4. überarbeitete Auflage, Köln 2008, ISBN 978-3-7614-2440-7.
- Ist die Astronomie ein Spezialgebiet? Über den Umgang der Bundesländer mit der Astronomie. In: Sterne und Weltraum, Oktober 2021, S. 38ff. (Download kostenlos)